# Bandeja paisa
La bandeja paisa è un piatto della cucina colombiana originario del dipartimento di Antioquia; il nome deriva per metonimia dal piatto in cui viene servito: la bandeja. La caratteristica fondamentale del piatto è l'abbondanza per quantità e varietà di alimenti.
Per sua forma e composizione è un piatto sviluppatosi di recente, come strategia commerciale e culinaria, difatti non vi sono riferimenti ad esso prima del 1950 nella cucina.
È probabilmente una evoluzione commerciale sviluppata dai ristoranti di Antioquia, Medellín, Bogotá e altre città in Colombia, a partire dal tradizionale «seco» antioquegno, un piatto composto da riso, fagioli, carne, qualcosa di fritto e plátano, e accompagnato con arepa.
Si accompagna con Mazamorra con latte o con Panela o con un panino di guayaba.
Nel 2005 il governo colombiano provò a rendere la bandeja paisa piatto nazionale con il nome di bandeja montañera.